# Théodore Duret

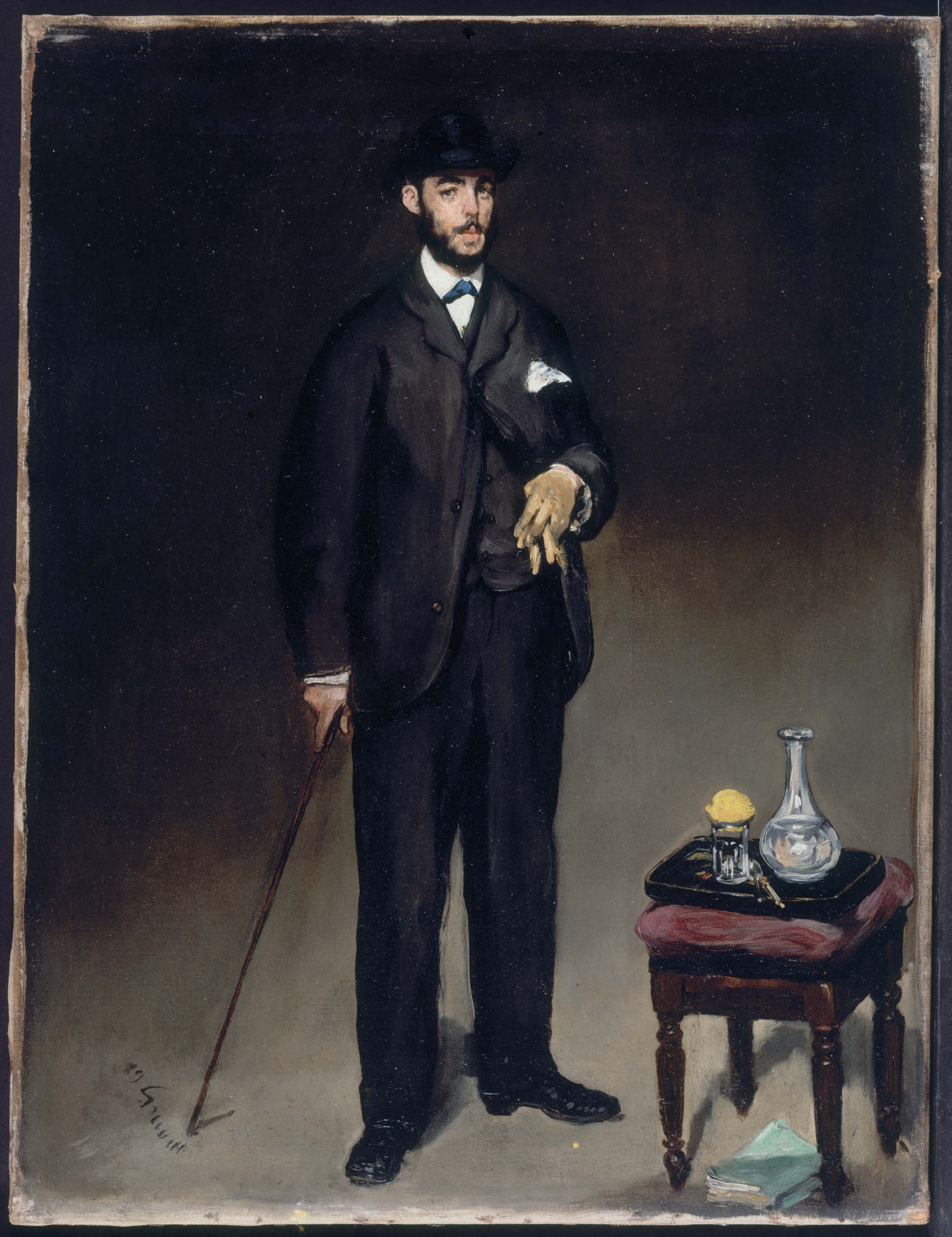
Édouard Manet:
Bildnis Théodore Duret
1868

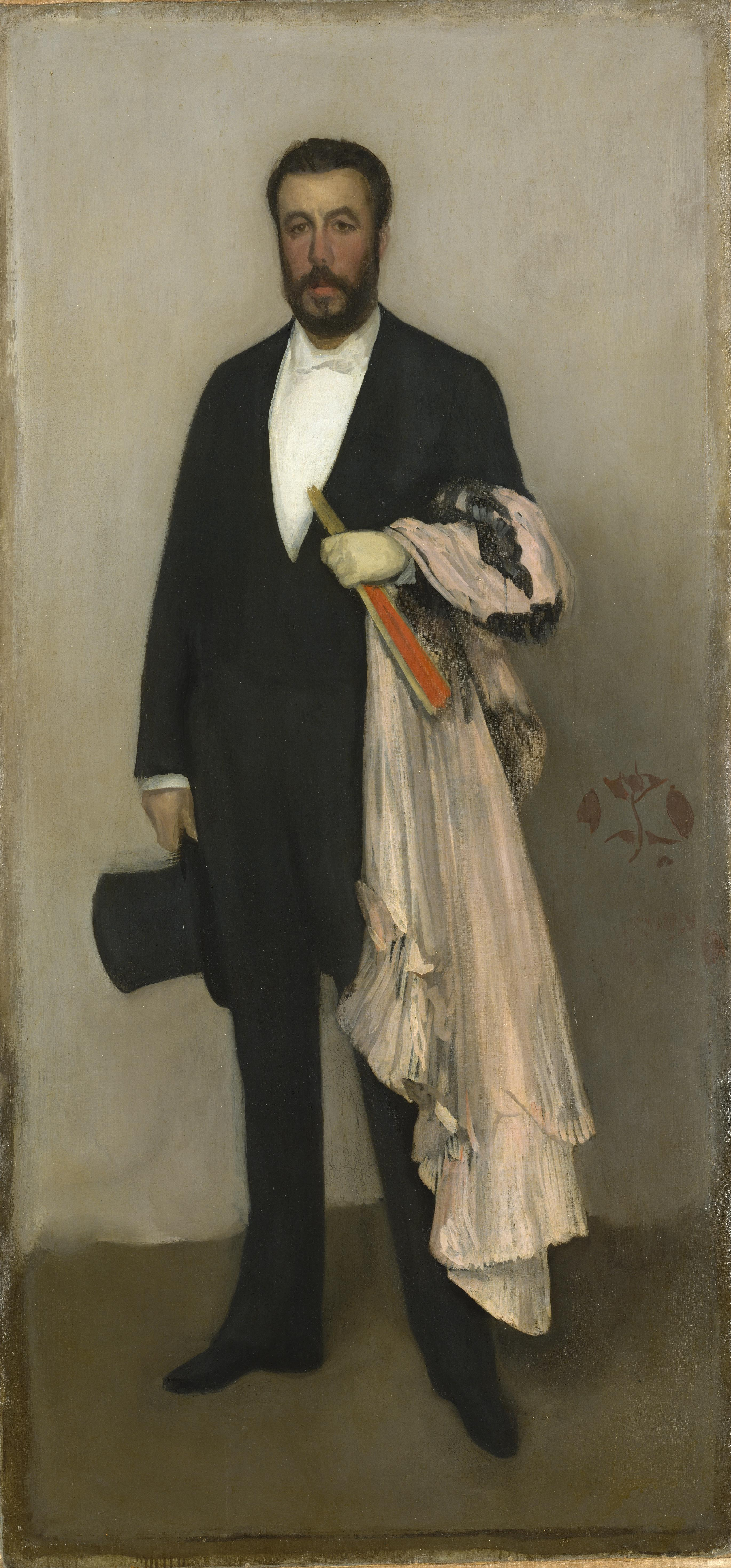
James McNeill Whistler:
Bildnis Théodore Duret
1883

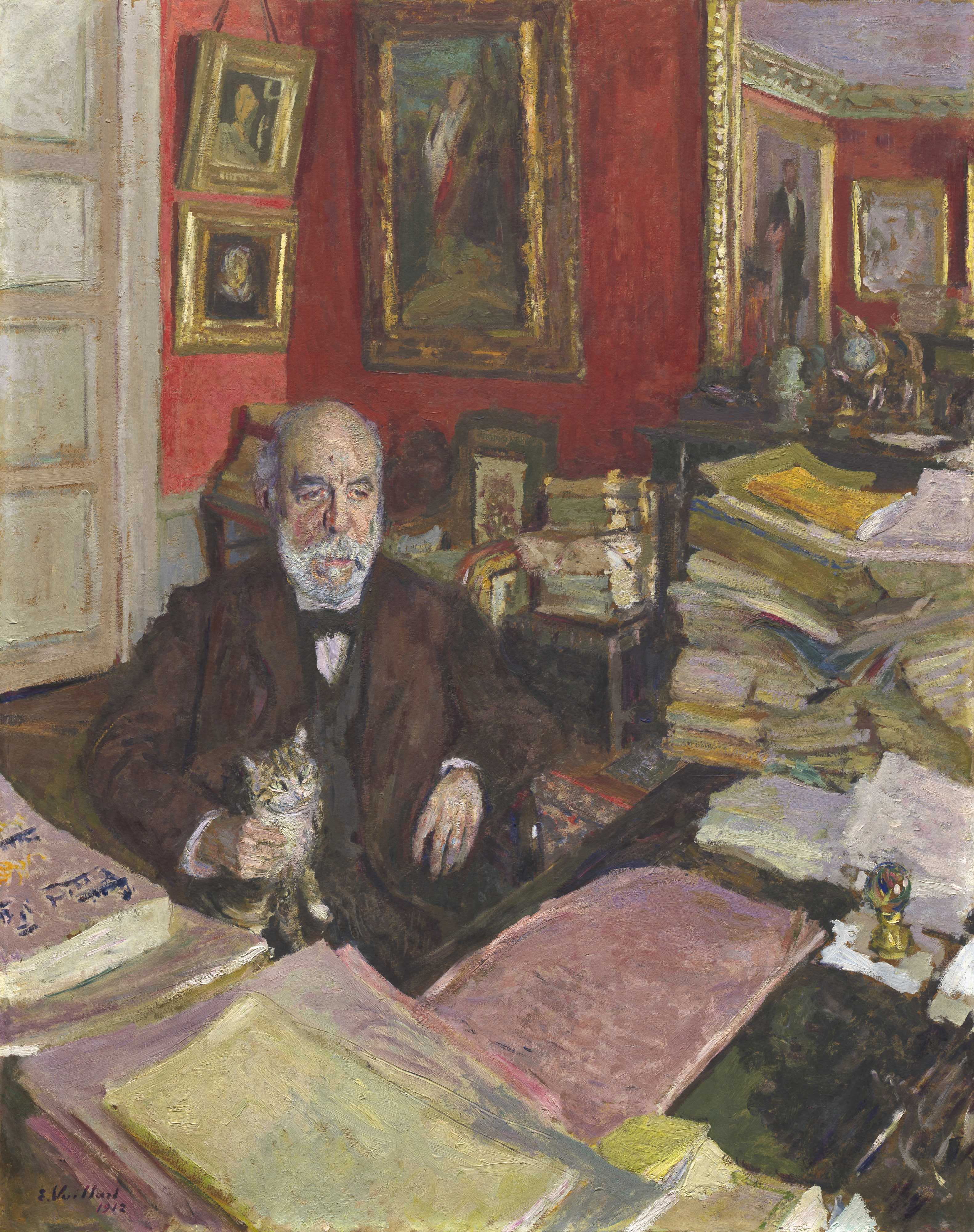
Édouard Vuillard:
Bildnis Théodore Duret
1912

Théodore Duret (* 20. Januar 1838 in Saintes; † 16. Januar 1927 in Paris) war ein französischer Journalist, Schriftsteller und Kunstkritiker.

## Leben
Théodore Duret kam als Sohn von Jules Emmanuel Duret und seiner Frau Angelika, geborene Lohmeyer im Poitou zur Welt. Der Vater arbeitete erst als Notar, bevor er 1850 ein Handelsunternehmen für Cognac gründete. Théodore Duret trat zunächst in das Unternehmen seines Vaters ein und arbeitete als Handelsvertreter für Europa.
In den 1860er Jahren wandte sich Duret verstärkt der Politik und der bildenden Kunst zu. Als engagierter Republikaner bewarb er sich 1863 ohne Erfolg als Kandidat für die liberale Opposition bei den Regionalwahlen. Auch bei späteren Wahlen, so etwa 1869, scheiterte er erneut. 1865 bereiste er Portugal und Spanien und traf in einem Restaurant in Madrid zufällig den Maler Édouard Manet. Beide besichtigten in den folgenden Tagen gemeinsam die Stadt und es entstand eine Freundschaft, die bis zu Manets Tod andauerte.
1867 übersiedelte Duret nach Paris und verkehrte dort im Künstlerlokal Café Guerbois. Im selben Jahr veröffentlichte er mit dem Buch Les peintres français en 1867 ein Überblickswerk über die zeitgenössische französische Malerei. Manet unterstellte er hierin „zu malen, ohne den Pinsel halten zu können“. Die Freundschaft zwischen Manet und Duret wurde durch diese Äußerung jedoch nicht nachhaltig gestört, denn bereits 1868 stand Duret Manet für ein Porträt Modell. Ebenso hart wie über Manet urteilte Duret in seinem Buch auch über die Maler Alfred Sisley und Claude Monet, denen er Dilettantismus vorwarf.
1868 gründete Duret die Zeitung La Tribune, zu deren Mitarbeitern Émile Zola und Jules Ferry gehörten. Den befreundeten Zola unterstützte Duret später in der Dreyfus-Affäre. Zur Zeit der Pariser Kommune versuchte Duret zwischen den Kommunarden und der Regierung in Versailles zu vermitteln. Hierbei setzte er sich zusammen mit seinem Freund Henri Cernuschi vergeblich für Gustave Chaudey, den Herausgeber der Zeitung Siècle ein, dessen Hinrichtung durch die Kommunarden sie jedoch nicht verhindern konnten. In den Wirren der Pariser Kommune gerieten Duret und Cernuschi dann selbst auf eine Hinrichtungsliste. Dieser Hinrichtung konnten sich beide jedoch durch Flucht aus Paris entziehen.
Duret und Cernuschi begaben sich in den folgenden knapp zwei Jahren auf eine ausgedehnte Weltreise. Zunächst fuhren sie über Liverpool in die USA, wo sie New York, Boston und San Francisco besuchten. Von dort reisten sie weiter nach Yokohama und hielten sich mehrere Monate in Japan auf. Hier waren Nagasaki, Tokio, Kōbe, Osaka, Nara und Kyōto die weiteren Stationen. Anschließend folgten Aufenthalte in der Mongolei, in China, auf Java, Ceylon und zuletzt in Indien. Von dieser Reise, die bis Ende 1872 dauerte, brachten beide zahlreiche Kunstgegenstände mit, die sich heute im Pariser Musée Cernuschi befinden. Mit seiner Sammlung fernöstlicher Kunst und den Veröffentlichungen seiner Asienreise trug Duret wesentlich zur Verbreitung des Japonismus in Frankreich bei.
Nachdem Duret bereits 1870 eine erste Besprechung des Pariser Salons veröffentlicht hatte, wandte er sich nach seiner Rückkehr aus Asien verstärkt der Kunstkritik zu. Hierbei änderte er seine Ansichten über die Malerei des Impressionismus grundlegend. Mit Aufsätzen über die Malerei und als Sammler unterstützte er die Impressionisten. Neben der Freundschaft zu Manet entwickelte Duret eine enge freundschaftliche Beziehung zu Auguste Renoir, den er zudem finanziell unterstützte. 1878 erschien sein Buch Les Peintres impressionnistes mit Monografien über Berthe Morisot, Claude Monet, Alfred Sisley, Camille Pissarro, Auguste Renoir und Édouard Manet. Letzteren beschreibt Duret in diesem Werk als Begründer der impressionistischen Bewegung. Duret ist zudem der Autor des ersten Manet-Werkverzeichnisses. In der erweiterten Auflage des Les Peintres impressionnistes aus dem Jahr 1906 sind zudem Monografien von Paul Cézanne und Armand Guillaumin enthalten.
Duret gehörte zu den frühesten Fürsprechern der impressionistischen Maler. Mit seinen Schriften versuchte er der Öffentlichkeit zu verdeutlichen, dass die neue Malerei keinen Bruch mit der Tradition, sondern eine Fortführung der Vergangenheit sei. Seine Veröffentlichungen trugen wesentlich zur Anerkennung des Impressionismus bei Kritikern und Sammlern bei.
Von Durets freundschaftlichen Verbindungen zu anderen Malern zeugen das 1883 entstandene Porträt, welches James McNeill Whistler von ihm schuf, sowie das Duret-Bildnis des Malers Édouard Vuillard aus dem Jahr 1912.

## Werke
- Les peintres français en 1867 Paris 1867
- Voyage en Asie: Le Japon, La Chine, La Mongolie, Java, Ceylan, l’Inde Paris 1874
- Histoire de quatre ans (1870–1873) La Chute de l’Empire Paris 1876
- Histoire de quatre ans (1870–1873) La Défense nationale Paris 1878
- Les Peintres impressionnistes: Claude Monet-Sisley-C. Pissarro-Renoir-Berthe Morisot Paris 1878
- Le Peintre Claude Monet, notice sur son oeuvre Paris 1880
- Critique d’avant-garde Paris 1885
- Histoire de Edouard Manet et de son oeuvre: avec un catalogue des peintures et des pastels Paris 1902
  - deutsch: Edouard Manet: sein Leben und seine Kunst Berlin 1910
- Histoire de J. Mc. N. Whistler et de son oeuvre Paris 1904
- Histoire des peintres impressionnistes: Pissarro, Claude Monet, Sisley, Renoir, Berthe Morisot, Cézanne, Guillaumin. Paris 1906
  - deutsch: Die Impressionisten: Pissarro, Claude Monet, Sisley, Renoir, Berthe Morisot, Cézanne, Guillaumin Berlin 1909
- Les Napoléons Paris 1909
  - deutsch: Die beiden Napoleons und die Napoleonlegende Berlin 1911
- Vue sur l’histoire de la France moderne Paris 1913
- Van Gogh: Vincent Paris 1916
- Courbet Paris 1918
- Lautrec Paris 1920
- Renoir Paris 1924
- Monticelli, sa vie et son oeuvre (1824–1886) Paris 1926